# Font pública (Arenys de Munt)
La Font pública és una obra noucentista d'Arenys de Munt (Maresme) protegida com a Bé Cultural d'Interès Local.

## Descripció
Font pública d'estil noucentista, està decorada amb rajola vermella i petits trossets de mosaic en color blanc. Amb els mateixos trossets hi ha la data de construcció -"1926"- i també hi ha escrit "Fuente pública".
El que és l'estructura de la font està feta amb ferro.
Està situada a la mateixa riera, en la part alta de l'eixample.